# André Pochan
André Pochan (* 5. Juli 1891 in Fourmies; † 4. Februar 1979 in Le Cannet) war ein französischer Physik- und Mathematiklehrer und Amateur-Ägyptologe.

## Leben und Werk
André Pochan war Professor am Collège Jules Ferry in Versailles. Im Ersten Weltkrieg wurde er als Infanterie-Sekretär im 84e régiment d’infanterie der Französischen Armee mobilisiert und im September 1914 zweimal verwundet. Im Oktober 1915 wurde er als Geheimdienstoffizier erneut verwundet und trat nach Genesung dem französischen Generalstab bei, dem er bis zu seiner Demobilisierung im Juli 1919 angehörte. Anschließend nahm er seine Position als Professor wieder auf und unterrichtete von 1930 bis 1937 an einer Oberschule in Kairo. 1934 untersuchte er dort die Farbgebung der Cheops- und Chephren-Pyramiden. Im Jahre 1939 wurde André Pochan mit dem Rang eines Capitaine [CNE]  (= Hauptmann) wieder zum Militär einberufen und am 12. Oktober 1942 aus seinem Lehramt entlassen. Anschließend ist er dem französischen Widerstand beigetreten, wurde jedoch am 28. April 1943 von der Gestapo verhaftet, zuerst in das Gefängnis Fresnes eingeliefert, danach in das Lager von Royallieu in Compiègne überstellt und am 22. Januar 1944 in das KZ Buchenwald verlegt. Dort erhielt André Pochan die Nummer 41839 und verbrachte seine Quarantänezeit im Block 57 des Petit Camps („Kleines Lager“), dem durch Stacheldraht vom großen Schutzhaftlager getrennte Quarantänelager. Am 25. Februar 1944 wurde er in das KZ Mauthausen deportiert und bei Ankunft mit der Nummer 63990 registriert. Durch eine Initiative des Roten Kreuzes wurde André Pochan am 22. April 1945 aus der Haft entlassen und konnte daher die Vernichtungslager überleben. Später erhielt er die Médaille de la Résistance und wurde als Kommandeur der Ehrenlegion (Commandeur de la Légion d’Honneur) ausgezeichnet.
André Pochan starb am 4. Februar 1979 im Département Alpes-Maritimes. 
Sein Forschungsschwerpunkt waren die ägyptischen Pyramiden, insbesondere die Cheops-Pyramide, und er wurde als „äußerst unabhängiger Pyramidenforscher“ bekannt. 1971 veröffentlichte er L’Enigme de la Grande Pyramide. Die Ergebnisse seiner Forschung werden von der Fachwelt nicht akzeptiert und etwa von Kennern der Pyramiden wie Jean-Philippe Lauer scharf kritisiert.

## Veröffentlichungen
- L’Énigme de la Grande Pyramide. Éditions Robert Laffont, Paris 1971, OCLC 1177189635.
- Pyramide de Seila (au Fayoum) [avec 2 planches]. In: Bulletin de l’Institut français d’archéologie orientale. Band 37, 1937, S. 161 (online).